# Veleno neutronico
Un veleno neutronico (chiamato anche "assorbitore neutronico" o "veleno nucleare") è una sostanza con una grande sezione d'urto di assorbimento dei neutroni, in applicazioni come i reattori nucleari. In tali applicazioni, l'assorbimento di neutroni è normalmente un effetto indesiderabile. Tuttavia i materiali assorbitori di neutroni, chiamati anche veleni, sono inseriti intenzionalmente in alcuni tipi di reattori per abbassare l'alta reattività del loro carico iniziale di combustibile fresco. Alcuni di questi veleni si impoveriscono via via che assorbono i neutroni durante il funzionamento del reattore, mentre altri rimangono relativamente costanti.
La cattura di neutroni da parte di prodotti di fissione con emivita breve è nota come avvelenamento del reattore; la cattura di neutroni da parte di prodotti di fissione stabili o con vita lunga è chiamata scorificazione del reattore.

## Veleni dei prodotti transitori di fissione
Alcuni dei prodotti di fissione generati durante le reazioni nucleari hanno un'alta capacità di assorbimento dei neutroni, come lo xeno-135 (sezione d'urto microscopica σ = 2.000.000 b (barn)) e il samario-149 (σ = 74.500 b). Poiché questi due prodotti di fissione eliminano neutroni dal reattore, sono considerati veleni che hanno un impatto sul fattore di utilizzazione termica e quindi sulla reattività. L'avvelenamento del nucleo del reattore mediante questi prodotti di fissione può diventare così grave da arrestare la reazione a catena.
Lo xeno-135, in particolare, ha un tremendo impatto sul funzionamento di un reattore nucleare. L'incapacità di un reattore di riavviarsi a causa dell'accumulo di xeno-135 (raggiunge un massimo dopo circa 10 ore) è detta a volte avvio impedito da xeno. Il periodo di tempo in cui il reattore è incapace di annullare gli effetti dello xeno-135 si chiama tempo morto da xeno o interruzione da veleno. Durante i periodi di funzionamento in stato stazionario, a un livello costante di flusso neutronico, la concentrazione di xeno-135 si accumula fino al suo valore di equilibrio per quella potenza del reattore in circa 40 o 50 ore. Quando la potenza del reattore è aumentata, la concentrazione di xeno-135 inizialmente diminuisce perché il consumo è aumentato al nuovo livello di potenza più alto. Perciò, la dinamica dell'avvelenamento da xeno rappresenta un feedback positivo della reattività, che ha importanza per la stabilità del modello del flusso e per la distribuzione geometrica della potenza specialmente nei reattori di grandi dimensioni.
Poiché il 95% dello xeno-135 è prodotto dal decadimento dello iodio-135, che un'emivita da 6 a 7 ore, la produzione di xeno-135 rimane costante; a questo punto, la concentrazione di xeno-135 raggiunge un minimo. La concentrazione poi aumenta fino all'equilibrio per il nuovo livello di potenza nello stesso tempo, grosso modo da 40 a 50 ore. La magnitudine e il tasso di cambiamento della concentrazione durante il periodo iniziale da 4 a 6 ore dopo il cambiamento di potenza dipendono dal livello di potenza iniziale e dalla quantità di cambiamento nel livello di potenza; il cambiamento della concentrazione di xeno-135 è maggiore per un cambiamento più elevato nel livello di potenza. Quando la potenza del reattore si riduce, il processo si inverte.
Poiché il samario-149 non è radioattivo e non si elimina per decadimento, presenta problemi alquanto diversi da quelli incontrati con lo xeno-135. La concentrazione di equilibrio (e quindi l'effetto velenoso) si accumula fino a un valore di equilibrio durante l'attività del reattore in circa 500 ore (approssimativamente tre settimane), e dal momento che il samario-149 è stabile, la concentrazione rimane sostanzialmente costante durante il funzionamento del reattore. Un altro isotopo problematico che si sta accumulando è il gadolinio-157, con una sezione d'urto microscopica di σ = 200.000 b.

## Accumulazione di veleni prodotti dalla fissione
Ci sono numerosi altri prodotti di fissione che, come risultato della loro concentrazione e della loro sezione d'urto di assorbimento dei neutroni termici, hanno un effetto velenoso sul funzionamento del reattore. Individualmente, sono di poca importanza, ma presi insieme hanno un impatto significativo. Essi sono spesso caratterizzati come veleni prodotti dalla fissione in blocco e si accumulano a un tasso medio di 50 barn per evento di fissione nel reattore. L'accumulazione di veleni prodotti dalla fissione nel combustibile conduce alla fine alla perdita di efficienza, e in alcuni all'instabilità. In pratica, l'accumulazione di veleni nel combustibile nucleare del reattore è quello che determina la vita utile del combustibile nucleare in un reattore: molto prima che tutte le possibili fissioni abbiano avuto luogo, l'accumulo di prodotti di fissione di lunga durata che assorbono neutroni smorza la reazione a catena. Questa è la ragione per cui il riprocessamento nucleare è un'attività utile: il combustibile nucleare solido esaurito contiene circa il 97% del materiale fissionabile originale presente nel combustibile nucleare nuovamente trattato. La separazione dei prodotti di fissione restaura il combustibile perché possa essere utilizzato di nuovo.
Altri potenziali approcci per l'eliminazione dei prodotti di fissione includono l'impiego di combustibili solidi ma porosi che permettono la fuga dei prodotti di fissione e l'uso di combustibili liquidi o gassosi (reattore a sali fusi, reattore omogeneo acquoso). Questi facilitano il problema dell'accumulazione dei prodotti di fissione nel combustibile, ma pongono il problema aggiuntivo dell'eliminazione e dell'immagazzinamento sicuri dei prodotti di fissione.
Altri prodotti di fissione con una sezione d'urto di assorbimento relativamente alta includono 83Kr, 95Mo, 143Nd, 147Pm. Al di sopra di questa massa, anche molti isotopi con numero di massa pari hanno grandi sezioni d'urto di assorbimento, permettendo a un nucleo di assorbire neutroni multipli uno dopo l'altro. La fissione degli attinidi più pesanti produce più prodotti di fissione più pesanti nella fascia dei lantanidi, pertanto la sezione d'urto di assorbimento totale dei prodotti di fissione è più alta.
In un reattore nucleare veloce la situazione di avvelenamento mediante prodotti di fissione può variare significativamente perché la sezione d'urto di assorbimento dei neutroni può differire per i neutroni termici e i neutroni veloci. Nel reattore veloce refrigerato a piombo-bismuto RBEC-M i prodotti di fissione con neutroni che catturano più del 5% delle catture totali dei prodotti di fissione sono, nell'ordine, 133Cs, 101Ru, 103Rh, 99Tc, 105Pd e 107Pd nel nocciolo, con 149Sm che sostituisce 107Pd al 6º posto nel mantello fertile.

## Veleni di decadimento
Oltre ai veleni derivanti dai prodotti di fissione, altri materiali nel reattore decadono per diventare materiali che agiscono come veleni neutronici. Un esempio di questo è il decadimento del trizio in elio-3. Poiché il trizio ha un'emivita di 12,3 anni, normalmente questo decadimento non colpisce significativamente le operazioni del reattore perché il tasso di decadimento del trizio è così lento. Tuttavia, se il trizio è prodotto in un reattore e poi gli si permette di rimanere nel reattore durante un arresto prolungato di parecchi mesi, una quantità sufficiente di trizio può decadere in elio-3 che aggiungerà una quantità significativa di reattività negativa. Qualsiasi quantità di elio-3 prodotta nel reattore durante un periodo di arresto sarà eliminata durante l'operazione successiva mediante una reazione neutrone-protone.

## Veleni di controllo
Durante il funzionamento di un reattore la quantità di combustibile contenuta nel nucleo diminuisce in maniera monotona. Se il reattore deve funzionare per un lungo periodo di tempo, si deve aggiungere combustibile in eccesso rispetto a quello necessario per l'esatta criticalità  quando il reattore è alimentato. La reattività positiva dovuta al combustibile in eccesso deve essere bilanciata con la reattività negativa di un materiale assorbente di neutroni. Le barre di controllo contenenti materiale assorbente di neutroni sono un metodo, ma le barre di controllo da sole per bilanciare la reattività in eccesso possono essere poco pratiche per un particolare disegno del nucleo, poiché può esserci spazio insufficiente per le barre o i loro meccanismi.

### Veleni combustibili
Per controllare le grandi quantità di reattività del combustibile in eccesso senza barre di controllo, si caricano nel nucleo veleni combustibili, cioè che si possono "bruciare". I veleni combustibili sono materiali che hanno un'alta sezione d'urto di assorbimento dei neutroni che si convertono in materiali di sezione d'urto di assorbimento relativamente bassa come risultato dell'assorbimento. A causa della combustione del materiale che avvelena il reattore, la reattività negativa del veleno combustibile diminuisce lungo la vita del nucleo. Idealmente, questi veleni dovrebbero diminuire la loro reattività negativa alla stessa velocità con cui si riduce la reattività positiva del combustibile in eccesso. I veleni combustibili fissi si usano generalmente nella forma di composti del boro o del gadolinio che sono adattati nei connettori o nelle placche separate del traliccio, o introdotti come additivi al combustibile. Poiché solitamente si possono distribuire più uniformemente delle barre di controllo, questi veleni sono meno dannosi per la distribuzione di energia del nucleo. I veleni combustibili fissi possono anche essere caricati separatamente in luoghi specifici del nucleo al fine di adattare o di controllare i profili di flusso per prevenire il flusso eccessivo e i picchi di energia vicino a certe regioni del reattore. La pratica attuale tuttavia è di utilizzare veleni non combustibili fissi per questa funzione.

### Veleni non combustibili
Un veleno non combustibile è quello che mantiene un valore costante di reattività negativa lungo la vita del nucleo. Sebben nessun veleno neutronico sia strettamente non combustibile, certi materiali possono essere trattati come veleni non combustibili in certe condizioni. Un esempio è l'afnio. L'eliminazione (per assorbimento di neutroni) di un isotopo di afnio conduce alla produzione di un altro assorbitore di neutroni, e continua attraverso una catena di cinque assorbitori. Questa catena di assorbimento dà come risultato un veleno combustibile di lunga vita che si avvicina alle caratteristiche dei non combustibili.

### Veleni solubili
I veleni solubili, chiamati anche compensatori chimici, producono un assorbimento neutronico spazialmente uniforme quando sono disciolti nell'acqua del refrigerante. Il veleno solubile più comune nei reattori commerciali (PWR) è l'acido borico, che è spesso denominato boro solubile. L'acido borico nel refrigerante diminuisce il fattore di utilizzazione termica, causando una diminuzione di reattività. Variando la concentrazione di acido borico nel refrigerante, un processo conosciuto come borazione e diluizione, la reattività del nucleo può essere facilmente variata. Se si aumenta la concentrazione del boro, il refrigerante/moderatore assorbe più neutroni, aggiungendo reattività negativa. Se la concentrazione del boro si riduce (diluizione), si aggiunge la reattività positiva. Il cambiamento della concentrazione di boro in un PWR è un processo lento e si usa principalmente per compensare il consumo di combustibile o l'accumulazione di veleno. La variazione della concentrazione di boro permette di ridurre al minimo l'uso delle barre di controllo, il che dà come risultato un profilo di flusso più piatto sul nucleo di quello che può essere prodotto con l'inserimento delle barre. Il profilo più piatto del flusso si cerifica perché non ci sono regioni di depressione del flusso come quelle che si produrrebbero nelle vicinanze delle barre di controllo inserite. Questo sistema non è di uso diffuso perché i prodotti chimici rendono il coefficiente di temperatura di reattività del moderatore meno negativo. Ossia all'aumentare della temperatura, la reattività diminuisce in proporzione minore.
I veleni solubili si usano anche nei sistemi di arresto di emergenza. Durante lo SCRAM o "arresto forzato", gli operatori possono iniettare soluzioni contenenti veleni neutronici direttamente nel refrigerante nel reattore. Si usano varie soluzioni, inclusi poliborato di sodio e nitrato di gadolinio (Gd(NO3)3·xH2O).